# مارتن تومسن (لاعب كرة قدم)
مارتن تومسن (بالدنماركية: Martin Thomsen)‏ (31 أكتوبر 1980 بالدنمارك - ) هو لاعب كرة قدم دانمركي في مركز الدفاع. لعب مع نادي سوندرييسكه وKolding FC ‏.

## وصلات خارجية
- مارتن تومسن (لاعب كرة قدم) على موقع قاعدة بيانات كرة القدم.إي يو (الإنجليزية)